# Mike Crossey
Mike Crossey (Belfast, 1979) è un produttore discografico britannico.

## Carriera
Ha prodotto alcuni dei primi lavori degli Arctic Monkeys: il singolo di debutto Five Minutes with Arctic Monkeys (2005), i singoli Teddy Picker, Brianstorm e Fluorescent Adolescent (2007) e l'album Favourite Worst Nightmare.
Successivamente ha collaborato come produttore e come ingegnere del missaggio con gruppi e artisti come Foals, Keane, Jake Bugg, Tribes, Blood Red Shoes, The Enemy, The Kooks e Razorlight.
Nel 2012 ha lavorato al missaggio degli album di Ben Howard e Two Door Cinema Club. Ha anche coprodotto l'album d'esordio di Jake Bugg. Nello stesso periodo è produttore di Cheeky for a Reason dei The View.
È produttore del primo album dei The 1975, uscito nel 2013. Un album da lui prodotto è Get Hurt dei The Gaslight Anthem (2014).
Una sua nuova "scommessa" musicale sono i Wolf Alice, di cui produce anche in questo caso l'album d'esordio My Love Is Cool, uscito nel 2015.